# شیطان نشسته
شیطان نشسته (روسی: Демон сидящий) یک قطعه نمادین هنری از نقاش هنرمند روسی میخائیل وروبل می‌باشد که در سال ۱۸۹۰ طرح گردید. نقاشی به شکل نمادین، نشانگر یک شیطان نشسته در بالای کوه است. عضلات او کاملاً منعطف گشته و دستهای او در هم آمیخته و رو به پایین است. پس زمینهٔ این اثر هنری یک منطقه کوهستانی مصادف با غروب آفتاب است.